# Elisa Guidelli
Elisa Guidelli, nota anche con lo pseudonimo di Eliselle (Sassuolo, 7 marzo 1978), è una scrittrice, sceneggiatrice e giornalista italiana.

## Biografia
Sassolese, ha compiuto gli studi classici a Modena frequentando il Liceo Muratori e ha conseguito la laurea in Storia medievale all'Università di Bologna.
Lettrice «compulsiva», libraia dal 2009 al 2020, dal 2019 sceneggiatrice, dal 2020 giornalista pubblicista, dal 2005 scrive racconti e romanzi riferibili a diversi generi letterari. Al chick lit si possono ricondurre Laureande sull'orlo di una crisi di nervi, Fidanzato in affitto, Le avventure di una Kitty addicted, Amori a tempo determinato, Sneet. Al noir Nel paese delle ragazze suicide, La Fame e Fiabe dall'inferno. Allo Young Adult Ecstasy Love. Al romanzo storico Francigena – Novellario a.D. 1107 e Il romanzo di Matilda. Si presenta come una guida ironica e scanzonata 101 modi per diventare bella, milionaria e stronza. Ha la veste del manuale di psicologia e autoaiuto sulle relazioni di coppia La matematica del cuore, scritto insieme ad Alessandro N. Pellizzari. È un fotoromanzo per social network #aModenaStory, un progetto innovativo per il Gruppo Fini su Instagram, del quale ha curato la sceneggiatura completa. Sono libri per ragazzi Girlz vs boyz, Il Collegio e She-Shakespeare, mentre è un album illustrato per l'infanzia Gigi the Librarian, edito contemporaneamente in inglese, spagnolo e portoghese. Moltissimi suoi racconti fanno parte di antologie e di progetti letterari.
Ha pubblicato per vari editori, tra i quali Sperling & Kupfer, Newton Compton, Gallucci, Meridiano Zero, Pendragon ed Einaudi Ragazzi.
Hanno scritto prefazioni e postfazioni a suoi libri o sono stati curatori con lei Matteo B. Bianchi, Manuela Porta, Marcello Simoni, Andrea Tilatti, Gianluca Morozzi.
Elisa Guidelli ha coordinato corsi di scrittura creativa, organizzato rassegne ed eventi letterari, ideato concorsi fotografici legati ai libri e altri progetti.

## Opere
- Laureande sull'orlo di una crisi di nervi. Romanzo, Piacenza, Effedue, 2005, ISBN 88-88061-44-4.
- Ecstasy love, Battipaglia, Nicola Pesce, 2006, ISBN 88-88893-08-3.
- Nel paese delle ragazze suicide, Roma, Coniglio Editore, 2006, ISBN 978-88-88833-15-6. Con Angela Buccella.
- Laureande sull'orlo di una crisi di nervi. Romanzo, Piacenza, Fabrizio Filios, 2007, ISBN 978-88-99518-08-0.
- Interviste impossibili. Quattro giornaliste free-lance, alla ricerca dell'esclusiva, intervistano donne famose della storia e dell'arte, Piacenza, Fabrizio Filios, 2007, ISBN 978-88-95518-06-0. Con altre.
- Ecstasy love, Broni, Eumeswil, 2007, ISBN 978-88-89378-31-1. Prefazione di Matteo B. Bianchi.
- Intrappolati nell@ rete, Piacenza, Fabrizio Filios, 2007, ISBN 978-88-95518-00-8. Disegni di Michela Salotti.
- Francigena: Novellario a.D. 1107. Romanzo, Piacenza, Fabrizio Filios, 2007, ISBN 978-88-95518-03-9. Con Gabriele Sorrentino e Simone Covili.
- Fidanzato in affitto, Roma, Newton Compton, 2008, ISBN 978-88-541-1127-1.
- Il lavoro ideale, in Fobieril - soluzione maniazina. Per una corretta igiene mentale, Bologna, Jar, 2009, ISBN 978-88-95800-02-8. «Prodotto sperimentato da Elisa Genghini e Eliselle. Con la supervisione di Andrea Fiorenza»
- Le avventure di una Kitty addicted. Romanzo, Roma, Zorro, 2010, ISBN 978-88-6508-013-9.
- 101 modi per diventare bella, milionaria e stronza, Roma, Newton Compton, 2010, ISBN 978-88-541-1993-2.
- La fame, Reggio Emilia, Miraviglia, 2011, ISBN 978-88-89993-18-7.
- Prefazione, in Presenze di spirito, Modena, Damster, 2011, ISBN 978-88-95412-66-5.
- Amori a tempo determinato. Romanzo, Milano, Sperling & Kupfer, 2013, ISBN 978-88-200-5422-9.
- Il profumo dell'amore ritrovato. Romanzo, Roma, Leggereditore, 2013, ISBN 978-88-6508-267-6.
- Il romanzo di Matilda, Bologna, Meridiano Zero, 2015, ISBN 978-88-8237-332-0.
- Cucino ergo sum. Che ne sai tu di un campo di fave?, Modena, Damster, 2015, ISBN 978-88-6810-219-7. Con Carlo Vanni.
- Cucino ergo sum. Che ne sai tu di un campo di fave?, Modena, Edizioni del Loggione, 2016, ISBN 978-88-93470-14-8. Con Carlo Vanni.
- Le delizie della duchessa. Maria Luigia a tavola, Modena, Edizioni del Loggione, 2016, ISBN 978-88-93470-29-2. Con Carlo Vanni.
- Cani perduti. Undici racconti per i Pearl Jam, Bologna, Pendragon, 2016, ISBN 978-88-6598-753-7. A cura di Eliselle e Gianluca Morozzi.
- Il colore della nebbia. Romanzo, Modena, Damster, 2017, ISBN 978-88-6810-311-8.
- Il conte magnifico. A tavola con Cesare Mattei, Modena, Edizioni del Loggione, 2017, ISBN 978-88-93470-46-9. Con Carlo Vanni.
- Il romanzo di Matilda, Bologna, Meridiano Zero, 2018, ISBN 978-88-8237-489-1. Con prefazione di Marcello Simoni e postfazione di Andrea Tilatti.
- Astro food. Segni zodiacali e stelle a tavola, Modena, Damster, 2019, ISBN 978-88-6810-365-1. Con Carlo Vanni.
- La matematica del cuore. Riflessioni sulla vita di coppia, Milano, Cairo, 2019, ISBN 978-88-309-0063-9. Con Alessandro Nicolò Pellizzari. Prefazione di Manuela Porta.
- Girlz vs Boyz, San Dorligo della Valle, Einaudi Ragazzi, 2020, ISBN 978-88-6656-608-3.
- (EN, ES, PT) Gigi the Librarian / Luisito el Librero / Luizinho o Livreiro, illustrazioni di Giulia D'Agostini, Londra, Dora & Kiki, 2021, ISBN 978-18-0299-000-3.
- Il collegio, San Dorligo della Valle, Einaudi Ragazzi, 2022, ISBN 978-88-6656-734-9.
- She-Shakespeare, disegni di Arianna Farricella, Roma, Gallucci, 2022, ISBN 978-88-3624-735-6.
- Sneet, prefazione di Gianluca Morozzi, Bologna, BookTribu, 2023, ISBN 979-12-8087-726-0.